# Allobates paleovarzensis
Allobates paleovarzensis is een kikkersoort uit de familie van de Aromobatidae. De wetenschappelijke naam van de soort is voor het eerst geldig gepubliceerd in 2010 door Albertina Pimentel Lima, Janalee P. Caldwell, Biavati en Anelise Montanarin.
Allobates paleovarzensis is gevoelig omdat de soort voorkomt langs rivieren in de staat Amazonas in Brazilië. Het bouwen van wegen en de sterke stedelijke uitbreiding zou de soort daarom bovenmate kunnen treffen. De vrouwtjes leggen waarschijnlijk hun eieren in de grond, en mannetjes vervoeren vervolgens die eieren naar water, waar de dieren verder ontwikkelen.